# Dramelay
Dramelay ist eine französische Gemeinde mit 27 Einwohnern (Stand 1. Januar 2022) im Département Jura in der Region Bourgogne-Franche-Comté; sie gehört zum Arrondissement Lons-le-Saunier und zum Kanton Moirans-en-Montagne.

## Geschichte
Dramelay war im Mittelalter eine Seigneurie. Herren von Dramelay waren:
- Amedé, 1044 bezeugt
- Onfroy, dessen Enkel, um 1090 bezeugt
- Bernard de Tromelai, Großmeister der Tempelritter 1151–1153
- Hugues I. de Dramelay, Konstabler der Grafschaft Burgund 1173
- Hugues II. de Dramelay, dessen Sohn, Herr von Dramelay 1189–1217

1240 wurde Burg Dramelay erobert und in der Folge Besitz des Grafen von Chalon, der sie 1248 an seinen Schwager Rudolf von Courtenay weitergab. 1260 war Hugo von Chalon im Besitz der Burg, später Jean III. de Chalon, Graf von Auxerre († 1379). Die Burg ging an eine jüngere Linie, die Herren von Châtel-Belin und schließlich an die Chalon-Arlay, Fürsten von Orange.
Eine Nebenlinie besaß (infolge des Vierten Kreuzzugs) ein Dutzend Burgen auf dem Peloponnes und 34 Burgen in der Franche-Comté. Zu dieser Linie gehört Amadeus de Tramelay, Erzbischof von Besançon 1197–1220.
Die Burg Dramelay wurde in den Kämpfen nach dem Tod Karls des Kühnen († 1477) zerstört.

### Bevölkerungsentwicklung
| Jahr                       | 1962 | 1968 | 1975 | 1982 | 1990 | 1999 | 2010 | 2017 |
| Einwohner                  | 42   | 45   | 43   | 43   | 44   | 32   | 34   | 29   |
| Quellen: Cassini und INSEE |      |      |      |      |      |      |      |      |

## Sehenswürdigkeiten
- Burgruine
- Kapelle der Tempelritter